# Taisei Miyashiro
Taisei Miyashiro (宮代 大聖, Miyashiro Taisei, Tokio, 26 mei 2000) is een Japans voetballer die als aanvaller speelt bij Kawasaki Frontale.

## Clubcarrière
Miyashiro begon zijn carrière in 2019 bij Kawasaki Frontale. Hij tekende in juli 2019 bij Renofa Yamaguchi FC.

## Interlandcarrière
Miyashiro speelde met het nationale elftal voor spelers onder de 20 jaar op het WK –20 van 2019 in Polen.